# 鮑牧
鲍牧（？—？），姒姓，鲍氏，鮑叔牙的後代，鮑國的曾孫。中國春秋時期齊國的大夫。
前490年，齊景公病重，授命國夏、高張立少子公子荼為太子，放逐群公子，遷他們至東萊。景公死後，國夏與高張共立荼為國君，是為晏孺子，國夏、高張左右秉政。前489年六月，田乞表面上與兩位上卿關係融洽，暗地裡從恿大夫們及早謀反，大夫們畏懼國、高兩家，所以都聽從田乞。於是，田乞與鮑牧率兵進宮叛亂，攻打高、國兩家。高張知道後與國夏一起營救晏孺子。孺子的軍隊很快被打敗，田乞乘勝追擊國夏，國夏逃亡到莒國。軍隊返回，殺死高張，晏圉及弦施奔魯。於是鮑牧為右相，陳乞為左相，立國書、高無平以繼國、高二氏之祀。與此同時，安孺子只得數歲，聽命於眾大臣，不能自立。田乞用計逼鲍牧及眾大夫擁立公子陽生為國君，是為齊悼公。將安孺子安置於駘，隨後將其弒殺。
當初，悼公出走魯國時，季康子曾把妹妹季姬許配給悼公為妻，悼公即位後，派人去接季姬回齊國，因季姬把她與季康子的叔父季魴侯私通的事告訴季康子，季康子不敢把她送到齊國。悼公大怒，於前487年五月發動齊鮑牧攻魯之戰，派鮑牧率齊軍伐魯國，取讙及闡兩地。
其後，鮑牧問眾公子是否願意擁有千乘戰車而成為君主。不料公子們把這些話告訴悼公，悼公便用計騙鮑牧自願流放至潞地，在那裏誅殺他。
悼公誅殺鮑牧後，立其子鮑息為大夫，以存鮑叔牙之祀。